# Max Bohatsch
Max Bohatsch foi um patinador artístico austríaco. Bohatsch conquistou duas medalhas de prata e uma de bronze em campeonatos mundiais, e foi campeão europeu em 1905 e vice campeão em 1904.

## Principais resultados
| Resultados                                            | Resultados      | Resultados        | Resultados       | Resultados       | Resultados       | Resultados    | Resultados    |
| Internacional                                         | Internacional   | Internacional     | Internacional    | Internacional    | Internacional    | Internacional | Internacional |
| Evento                                                | 1900– 1901      |                   | 1902– 1903       | 1903– 1904       | 1904– 1905       |               | 1906– 1907    |
| ----------------------------------------------------- | --------------- | ----------------- | ---------------- | ---------------- | ---------------- | ------------- | ------------- |
| Campeonato Mundial                                    |                 | Medalha de bronze |                  | Medalha de prata | Medalha de prata |               |               |
| Campeonato Europeu                                    |                 |                   | Medalha de prata | Medalha de ouro  |                  |               |               |
| Nacional                                              |                 |                   |                  |                  |                  |               |               |
| Campeonato Austríaco                                  | Medalha de ouro |                   |                  | Medalha de ouro  | Medalha de ouro  |               |               |
|                                                       |                 |                   |                  |                  |                  |               |               |
| Legenda: Competição não foi disputada nesta temporada |                 |                   |                  |                  |                  |               |               |